# Se trata de nosotros
Se trata de nostros fue una serie de televisión dramática antológica argentina emitida por Orbe 21. La serie gira en torno a distintas historias que se ven atravesadas por la trata de personas. Estuvo dirigida por Juan Manuel Díaz, quien además escribió el guion junto a Sol Bonelli y fue protagonizada por un elenco rotativo. Fue estrenada el miércoles 15 de julio de 2015 y finalizó el 2 de septiembre del mismo año.

## Sinopsis
La serie aborda la trata de personas desde diferentes puntos de vista que van desde el trabajo esclavizado en lugares clandestinos, la adopción ilegal, la venta de órganos o de personas a través de las fronteras. En este contexto, las víctimas intentarán enfrentar la situación para recuperar su libertad y evitar la violación de sus derechos humanos.

## Elenco
| Episodio 1 - Moro Anghileri como Juana Pisque - Emilio Bardi como Daniel - Oscar Cubile como Reclutador - Lidia Favre como Cómplice de Daniel - Mercedes Quinteros como Trabajadora textil Episodio 2 - Romina Gaetani como Oficial Marín - Edda Bustamante como Bustos - Carlos Echevarría como Policía - Carlos Da Silva como Isidro Álvarez - Jenny Goldstein como Graciela Arias - Claudio Torres como Jefe de Policía - Felipe Villanueva como Pablo Viera Episodio 3 - Darío Miño como Walter - Nicolás García como Emiliano "Memo" - Luis Mango como Ramón - Élida Benito como Abuela de Walter - Lola Ahumada como Jésica Episodio 4 - Belén Blanco como Romina Cortés - Sandra Ballesteros como Liliana - Eduardo Blanco como Mariano - Vicente Silva como Armando | Episodio 5 - Tupac Larriera como Tomás - Félix Valiente como Nicolás - Marco Gianoli como Amigo de Nicolás - Agustín Baptista como Amigo de Tomás - Natalia Hermoso como Mamá de Tomás - Manuel Vignau como Martín - Muriel Rebori como Mayra Episodio 6 - Guillermo Pfening como Román - Piren Larrieu como Cristina - Eric Gysel como Matías - Betina Fano como Policía - Fernando Pardo como Comisario - Mara Bestelli como Graciela Episodio 7 - Luis Machín como Carlos - Jonathan Quaranta como Juanchi - Guillermo Cabañá como "Pitu" Episodio 8 - Eliana González como Paola Sosa - Marisa Vernik como Patricia - Eugenia García como Laura - Patricia Sánchez como Tía de Paola - Javier Di Pietro como Manu - Mateo Chiarino como Amigo de Manu - Juan Greppi como Matías Pinto |

## Episodios
| N.º | Título                   | Dirigido por     | Escrito por                    | Fecha de emisión original |
| --- | ------------------------ | ---------------- | ------------------------------ | ------------------------- |
| 1   | «Una aguja en un pajar»  | Juan Manuel Díaz | Sol Bonelli y Juan Manuel Díaz | 15 de julio de 2015       |
| 2   | «Donde manda capitán»    | Juan Manuel Díaz | Sol Bonelli y Juan Manuel Díaz | 22 de julio de 2015       |
| 3   | «Caer en la tentación»   | Juan Manuel Díaz | Sol Bonelli y Juan Manuel Díaz | 29 de julio de 2015       |
| 4   | «Falsas promesas»        | Juan Manuel Díaz | Sol Bonelli y Juan Manuel Díaz | 5 de agosto de 2015       |
| 5   | «Ver para creer»         | Juan Manuel Díaz | Sol Bonelli y Juan Manuel Díaz | 12 de agosto de 2015      |
| 6   | «48 hs»                  | Juan Manuel Díaz | Sol Bonelli y Juan Manuel Díaz | 19 de agosto de 2015      |
| 7   | «Amistades peligrosas»   | Juan Manuel Díaz | Sol Bonelli y Juan Manuel Díaz | 26 de agosto de 2015      |
| 8   | «No hables con extraños» | Juan Manuel Díaz | Sol Bonelli y Juan Manuel Díaz | 2 de septiembre de 2015   |

## Premios y nominaciones
| Lista de premios y nominaciones | Lista de premios y nominaciones | Lista de premios y nominaciones               | Lista de premios y nominaciones | Lista de premios y nominaciones | Lista de premios y nominaciones | Lista de premios y nominaciones |
| Año                             | Organización                    | Categoría                                     | Nominado/a (s)                  | Resultado                       | Ref(s)                          |                                 |
| ------------------------------- | ------------------------------- | --------------------------------------------- | ------------------------------- | ------------------------------- | ------------------------------- | ------------------------------- |
| 2017                            | Premio Santa Clara de Asís      | Mejor Serie de Contenido Social y Comunitario | Se trata de nosotros            | Ganador                         | [ 5 ]                           |                                 |